# Majangella moultoni
Majangella moultoni är en bönsyrseart som beskrevs av Giglio-tos 1915. Majangella moultoni ingår i släktet Majangella och familjen Liturgusidae. Inga underarter finns listade i Catalogue of Life.